# Drakstenen
Drakstenen är en lokal sägen som handlar om ett sjöodjur i Busjön, Bullarens härad, Tanums kommun. 
Öster om Äsperöd ligger sjön Busjön och även Drakstenen, som är ett stort stenblock från istiden med ett stenröse omkring. Drakstenen var boplatsen för en drake som var lika lång som en orm, med hemskt glittrande ögon och kraftiga huggtänder. Denna drake hade bott här vid en lång tid, men han tillbringade majoriteten av sin tid nere vid Busjön för att dricka och plaska runt så att det såg ut som att sjöns vatten kokade. När det väl var dags att återgå till sin draksten tog draken alltid med sig en sten från sjön och lade den hos sin sten, så att det blev det röset som omringade Drakstenen. Draken var dock inte alltid den trevligaste, som många drakar är. Det var ofta som han störde bullingarna som bodde omkring Busjön genom att röva ett par killingar eller lamm, ibland mötte man även honom i skogen på väg mot Bullarsjön.
I en berättelse från 1940-talet sägs det att en gammal gubbe vid namn Tolle i Tegen har legat hos honom om nätterna ibland när han var pojke. En gång när han var ute och spanade efter tjuvar red han på draken. 
En gång skall en “Buberg” ha mött draken med en killing i gapet. Draken var på väg till sin sten en dag när Buberg vandrade runt skogen, marken skakade och en stark lukt av svavel kändes i luften. De flesta skulle redan vid det här laget ha sprungit bort, men Buberg stannade kvar och sprang mot draken istället. Vad som hände sedan minns han inte helt, något tungt föll över honom, det tryckte, knattrade och kvävde, sedan svimmade han. Men när han vaknade låg han ute på en äng, helt öm i kroppen. 
Invånarna runtom Busjön hade fått nog av draken vid det här laget, och började planera drakens död. Frågan var vem som var modig nog att ta uppdraget, såklart blev det Buberg, som tidigare hade mött draken. Lösningen till att döda draken var att skapa ett stockgiller. Man släpade en stor timmerstock och lade den vid drakvägen, där draken gick mellan sin sten och Busjön. Tanken var att draken skulle vänja sig vid stocken. När draken såg stocken för första gången tog han bara tag om den och slängde den långt bort. Men Buberg vågade komma tillbaka och sätta upp den igen. Draken kastade bort den flera gånger men Buberg var alltid beredd att sätta tillbaka den på sin plats. Efter ett tag blev draken van vid stocken och slingrade sig förbi den istället. Då var det äntligen dags att föra upp gillret, Buberg skyndade sig till stocken och satte upp flera långa liar upp- och nedtill på stocken. Sedan lade han flera tyngder på stocken så att den skulle falla med all kraft. När han var klar smög han iväg och gömde sig för att få se resultatet.
Vid solnedgången hade draken vaknat och gick sin vanliga väg ner till Busjön, och sedan - pang! - där föll gillret på honom. Buberg reste sig och kollade nyfiket på resultatet. “Vad det blott en orm därnere månne?” sade han. Plötsligt började marken skaka kraftfullt, något reste sig högt upp i vädret, något drog ihop sig som ett klot och rullade sedan ner ut över ängen som ett hjul. Det beskrivs att “Det var något hemskt, som pågick därnere - ett jättevidunder, som utvecklade all sin kraft. Något kvarglömt urdjur från vidundrens tid, som nu utkämpade sin dödskamp.” Detta pågick länge, men efter en lång stund blev det tyst och Buberg vågade gå fram och se vad det var som hade skett. Till slut såg han att draken nu låg död som en timmerstock på marken, och drakens huvud satt avklippt i gillestocken. Blodet forsade ur draken och rann in i Busjön vars vatten färgades rött. Det sägs att draken efter sin död ska ha begravts runt om stenen.
Drakens herravälde runtom Busjön var över, och byinvånarna kunde nu leva i frid och fröjd. Dock verkade det först som att faran inte var över. Buberg såg att något reste sig ur sjön, men vad det var kunde han inte tyda. Då började plötsligt en kraftig röst ropa “Buberg, din död är nära, och ingen av dina efterkommande skall hädanefter dö i blekesäng.” Blekesäng d.v.s dödssäng. Detta var bråddöden, som väntade alla Bubergare. Det var drakens hämnd mot Buberg, och väldigt få Bubergare skulle få dö fredligt i sin dödssäng. Efter sitt lyckade dråp av draken blev han kallad för drakdödaren. Dock med tanke på den förbannelse som Drakdödaren Bruberg fick, hittades han en kort tid därefter död bland fjällen.